# Генический железный мост
Генический железный мост (укр. Генічеський залізний міст) — достопримечательность европейского инженерного наследия конструкции системы Рот-Вагнера (Roth-Waagner system). Этот уникальный объект, авторства Waagner-Biro, был создан в 1915 году.

## Расположение

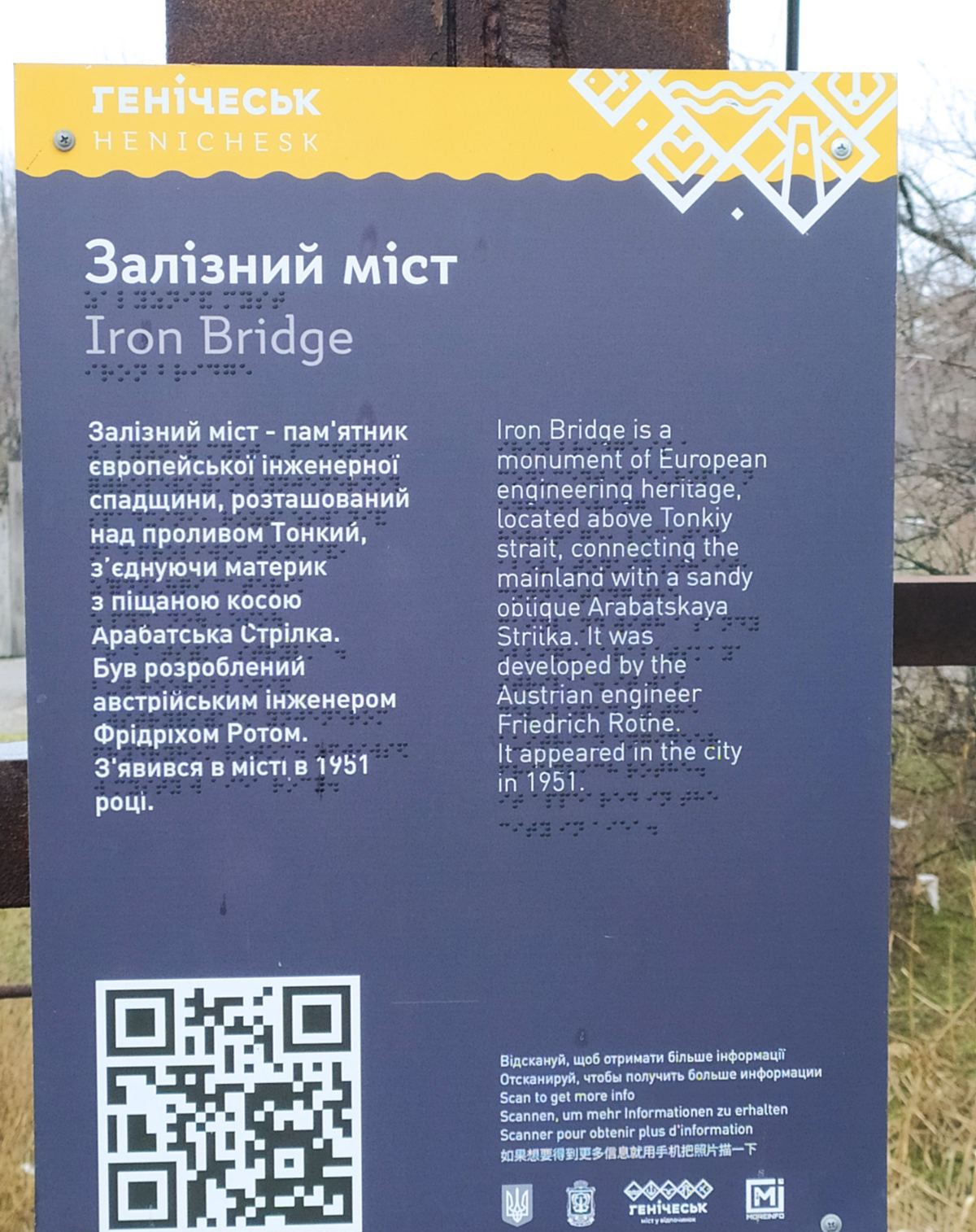
Железный мост Геническа

Мост расположен над Геническим проливом, соединяя материк с Арабатской Стрелкой. Это один из ключевых элементов ландшафта Геническа. Вся эта территория является открытой панорамой города со стороны Арабатской магистрали.

## История

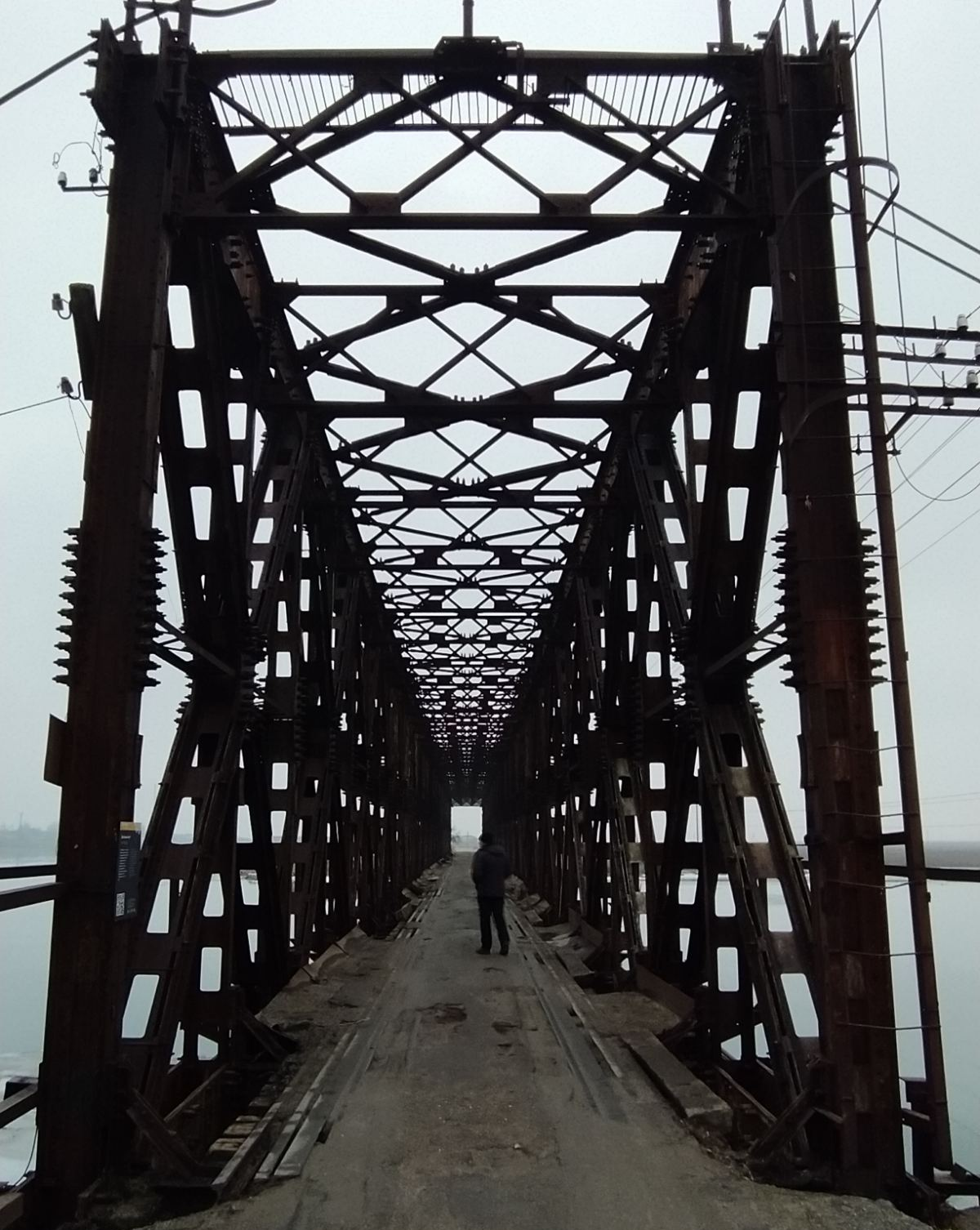
Генический железный мост

Мост в Геническе был создан в 1915 году компанией Waagner Biro. В Геническ в 1951 году, железный мост доставили в разборном виде из Белоруссии. Там его построили немецкие инженеры в городе Орша. Где он был установлен сначала и когда именно, до сих пор выяснить так и не удалось. Генический железный мост установили в двух десятках метров от места, где до этого уже был бывший деревянный мост, разрушенный во время Великой Отечественной войны.
В Геническом краеведческом музее налицо отчет обследования моста в 1956 году, в котором указано:
В качестве пролетных строений здесь установлены трофейные сборно-разборные пролетные строения типа Рот-Вагнер (РВ-1), снятые с временного моста через Днепр со ст. Орша. В конце декабря 1951 г. по мосту открыто регулярное движение поездов.
До 1968 года он эксплуатировался как железнодорожный мост. Железнодорожное полотно было частью ветки Новоалексеевка — Валок.
В результате шторма в этой местности железнодорожное полотно было практически уничтожено. Восстанавливать его не стали, а по мосту начали ездить автомобили. В 80-х годах в полутора километрах от него, над проливом был возведен бетонный автомобильный мост.
Железный мост действует и поныне, но почти не эксплуатируется. Его любят местные рыбаки и гости, приезжающие отдыхать на курорт.

## Конструкция

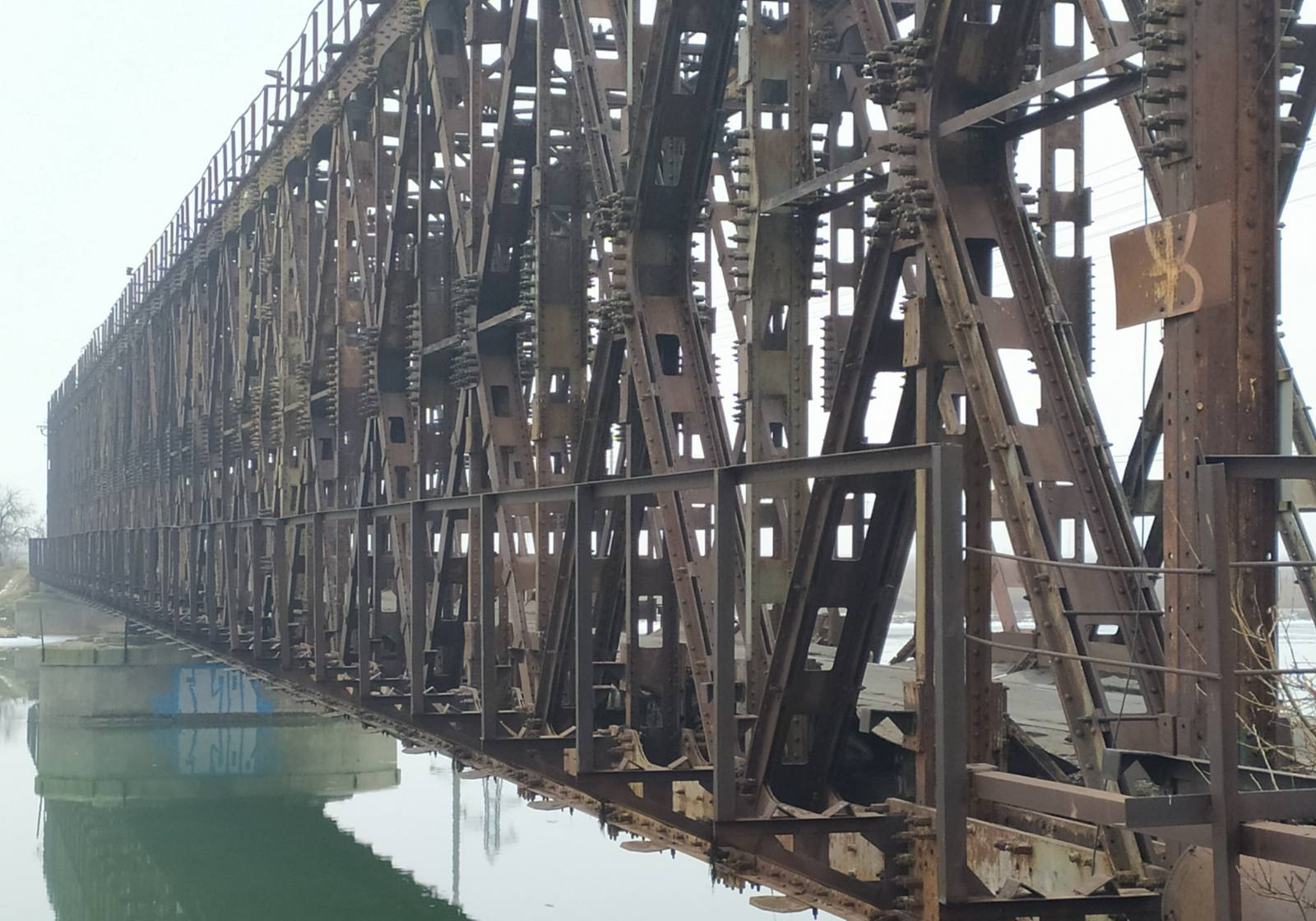
Украина. Генический мост.

Генический железный мост имеет тип конструкции системы Waagner Roth. Его разработала и внедрила австрийская фирма Waagner-Biro в годы Первой Мировой войны. В период войны, конструкция сборно-разборного железнодорожного моста (типа «лего»), требующего минимума монтажной техники и времени, была разработана молодым австрийским инженером Фридрихом Ротом (1878—1940). Так появилась Roth-Waagner system — для быстрой замены старых деревянных мостов. Система Рот-Вагнер позволяла быстро восстанавливать разрушенные мосты, в том числе и железнодорожные. За день удавалось построить до 26 метров, но стоило это дорого. Конструкцию моста собирали из небольших типичных элементов на весу при длине консоли до 50 метров. При этом дополнительные опоры были необязательны. Наверху моста располагалась подъемная установка, похожая на кран. Она передвигалась по мере удлинения объекта, таким образом мост строил сам себя . Элементы, составляющие постройки, собирались по принципу современного конструктора «Лего». Сооружена конструкция железного моста без единого сварочного шва. Мост скручен исключительно на болтах и гайках.

## Современное состояние

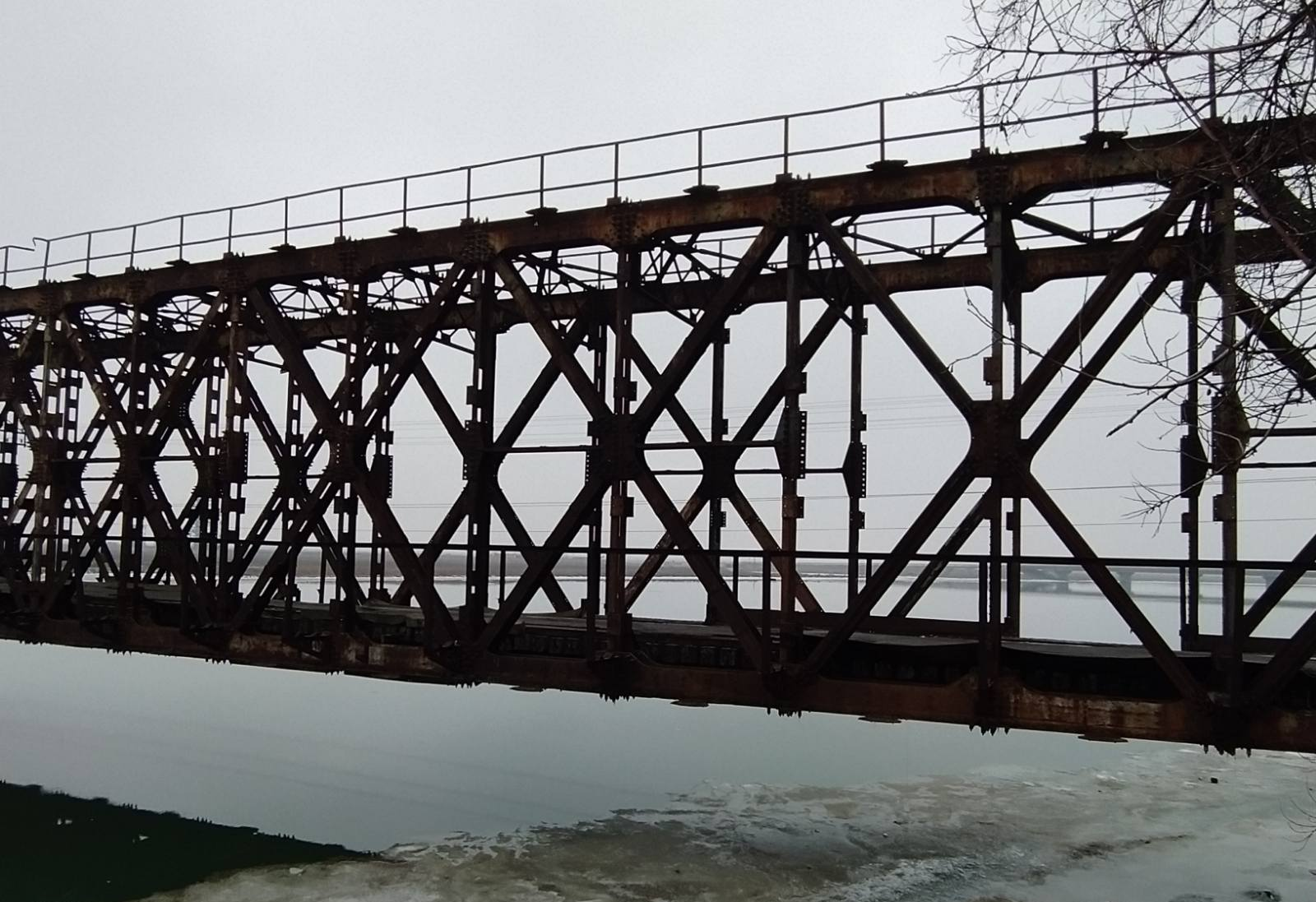
Железный мост

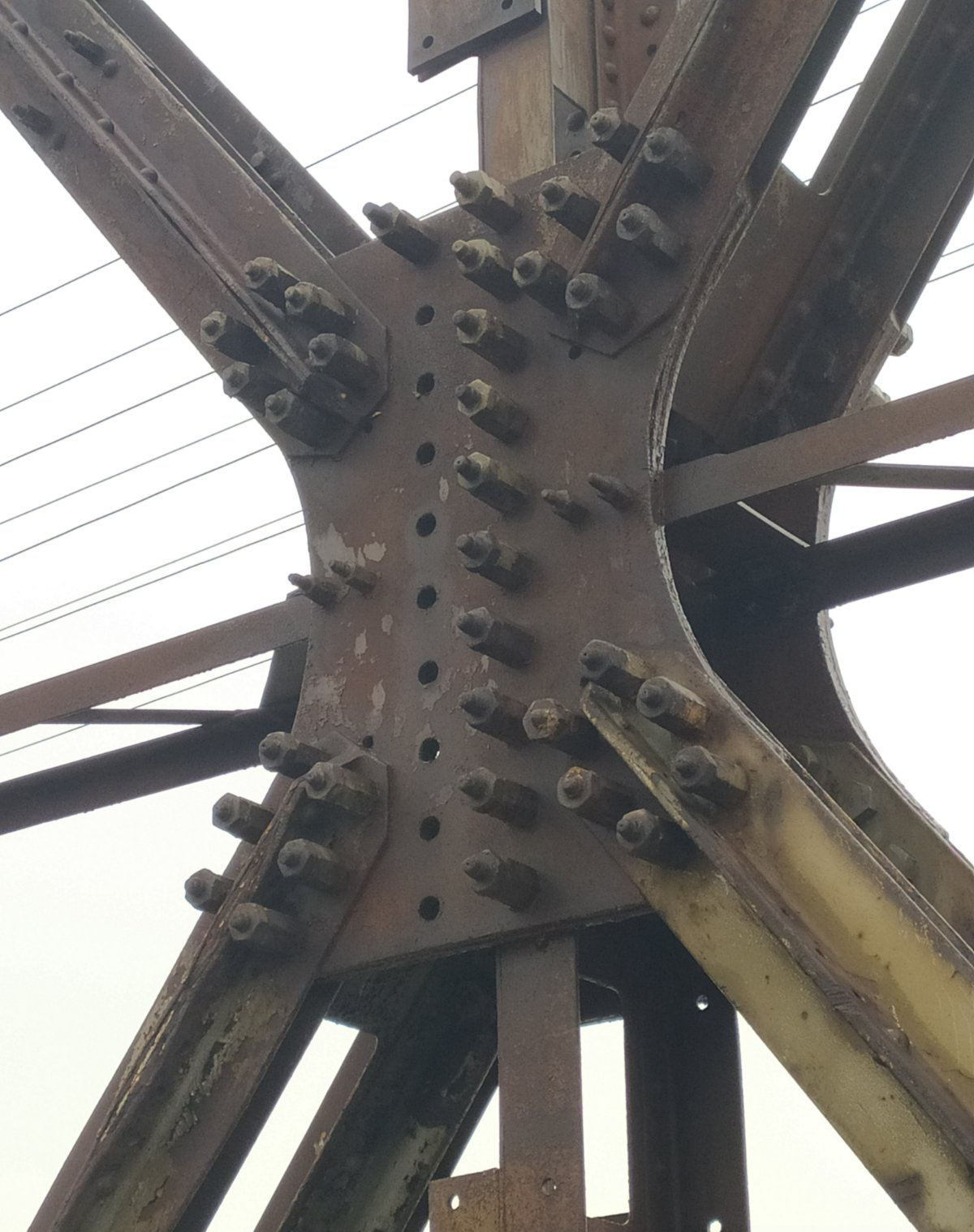
Генический мост. Украина

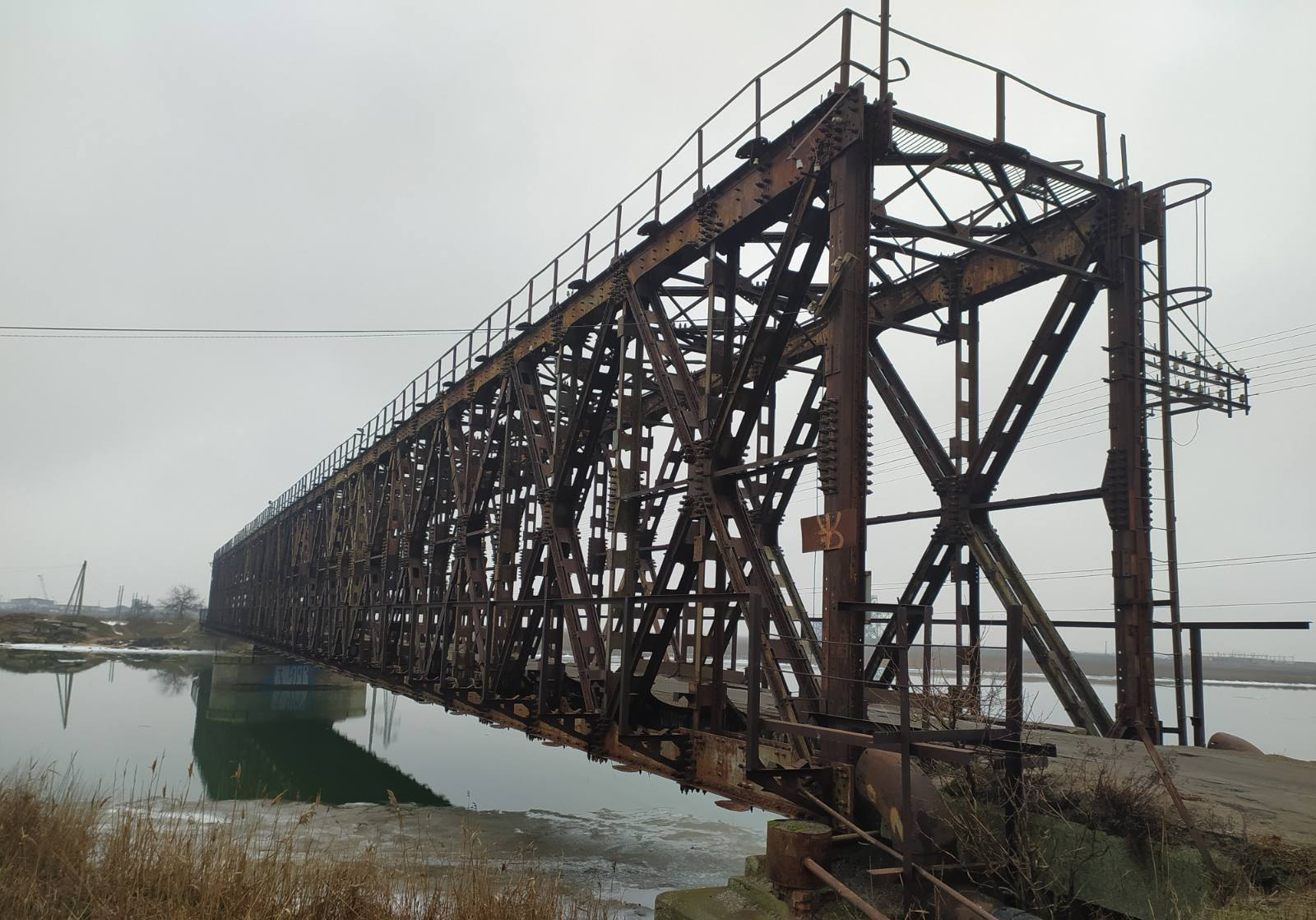
Мост над проливом Тонкий

Весной 2016 года власти Геническа анонсировали демонтаж старого железнодорожного моста на металлолом. На защиту уникального сооружения, поднялись местные и областные предприниматели и активисты.
В Геническ в конце августа 2016 года отправился арт-культурно-исторический десант группы «Urban-COYC». Их успешная деятельность велась по двум направлениям: опытному и «выставочно-перформативному».
В ответ на официальный запрос главный офис Waagner-Biro сообщил, что конкретной информации именно с Генического моста нет, но конструктивно он идентичен их мостам. К ответу были приложены подробные технические описания с архивными фотографиями иллюстрациями. Было отправлено патентное письмо на «Сборные фермы», разработанные фирмой Waagner-Biro, зарегистрированное 29 октября ровно 100 лет назад.
Поэтому активисты Генического дома культуры предложили промоакцию «Селфи с мостом: 100 лет — 100 селфи». Конкурс проводился в социальных сетях и на странице портала sea-family.in.ua. К акции присоединились не только геничане, но и херсонцы.
На Геническом мосту проходила культурная акция со своеобразной экспозицией.
В день «Первого праздника моста» 8 октября 2016 года лучшие селфи были размещены на огромных цветных кубах, вписавшихся в конструкцию моста. Профессиональные селфи на больших баннерах разместились на верхних фермах. Такая выставка на мосту на Украине прошла впервые.
В общей сложности было реализовано несколько проектов, посвященных мосту:
- проведение лекции специалистов Генического краеведческого музея;
- выступления музыкальных и танцевальных коллективов;
- выставка фотографий в Доме культуры Геническа.

10 ноября в Киеве, на финальной презентации проектов программы Goethe-Institut «Культурно-образовательная академия — 2013—2016», проект херсонской группы Urban COYC «Мост в будущее», по версии пиар-агентства Gres Todorchuk PR, признан «медийным» среди журналистов.
На сегодняшний день, руководители города на равных с активистами принимают участие в акциях по превращению моста в арт-объект. Его изображение появилось на листовках, магнитах, чашках. Мост — визитная карточка Геническа. В проектах и планах, представленных в Геническе, арт-фестивале у моста, развитие территории и её озеленение, включение его в городскую зону отдыха.